# Benson (Arizona)
Pour les articles homonymes, voir Benson.
La ville de Benson est située dans le comté de Cochise, dans l’État de l’Arizona, aux États-Unis. Sa population s’élevait à 5 105 habitants lors du recensement de 2010, estimée à 4 873 habitants en 2018.

## Démographie
| 1890 | 1910  | 1920 | 1930 | 1940 | 1950  |
| ---- | ----- | ---- | ---- | ---- | ----- |
| 348  | 1 035 | 825  | 925  | 962  | 1 440 |

| 1960  | 1970  | 1980  | 1990  | 2000  | 2010  |
| ----- | ----- | ----- | ----- | ----- | ----- |
| 2 494 | 2 839 | 4 190 | 3 824 | 4 711 | 5 105 |

## Culture
La ville est citée dans la chanson principale du film Dark Star, premier film du réalisateur John Carpenter. La musique a été écrite par Carpenter lui-même, et les paroles par Bill Taylor

## Source
- (en) Cet article est partiellement ou en totalité issu de l’article de Wikipédia en anglais intitulé « Benson, Arizona » (voir la liste des auteurs).

1. ↑  « Statistiques des États-Unis - Arizona - Profils des comtés de 2010 » (consulté en novembre 2020)
2. ↑  (en) Muir, John Kenneth, The Films of John Carpenter, McFarland, 2000